# NGC 1373
NGC 1373 (również PGC 13252) – galaktyka eliptyczna (E), znajdująca się w gwiazdozbiorze Pieca. Odkrył ją John Herschel 29 listopada 1837 roku. Galaktyka ta należy do gromady w Piecu.